# La Provincia (Huelva)
La Provincia fue un periódico español editado en el municipio de Huelva entre 1874 y 1937. A lo largo de su existencia constituyó uno de los principales diarios editados en la capital onubense, con gran circulación en la provincia. Llegó a estar muy vinculado con la Rio Tinto Company Limited.

## Historia
Nacido en 1874, en sus inicios se publicó como un trisemanario, aunque a posteriori se editaría con carácter diario. A lo largo de su existencia se mantuvo como un diario independiente, de línea liberal-progresista y cercano al republicanismo. Con posterioridad adoptaría posturas más moderadas. La provincia se convertiría en el periódico onubense más represenativo del periodo de la Restauración. No obstante, su difusión e influencia eran limitadas en comparación con la prensa sevillana. El diario estuvo muy vinculado con la Rio Tinto Company, que incluso llegó a controlarlo durante algún tiempo.
Dada su larga historia, durante el periodo de la Segunda República llegó a tener la consideración de decano de la prensa onubense. Para 1936 constituía la publicación de Huelva con mayor importancia y tirada —por delante de otras publicaciones como el Diario de Huelva y Odiel—. Tras el estallido de la Guerra civil, en otoño de 1936 la Falange de Huelva adquirió forzosamente el diario a sus propietarios originales, cambiando su línea editorial y convirtiéndolo en nuevo órgano del partido. Sin embargo, la nueva línea adoptaba le hizo perder muchos lectores, hasta el punto de que para comienzos de 1937 había dejado de editarse. En agosto de 1937 se fusionó con el diario Odiel, lo que supuso su desaparición definitiva.